# Blaesoxipha lecta
Blaesoxipha lecta är en tvåvingeart som beskrevs av Guilherme A.M.Lopes 1991. Blaesoxipha lecta ingår i släktet Blaesoxipha och familjen köttflugor. Inga underarter finns listade i Catalogue of Life.